# Сурвивин
Сурвивин (англ. Survivin), также бакуловирусный ингибитор мотива апоптозных повторов 5 (англ. baculoviral inhibitor of apoptosis repeat-containing 5), сокращённо BIRC5 — белок, кодируемый у человека геном BIRC5.
Сурвивин относится к ингибиторам апоптоза. Он ингибирует активацию каспазы, таким образом приводя к отрицательной регуляции апоптоза. Это было продемонстрировано с помощью нарушения сигнальных путей сурвивина, что привело к увеличению апоптоза и сокращению роста опухолей. Сурвивин высоко экспрессируется в большинстве опухолей и фетальных тканях, однако полностью отсутствует в терминально дифференцированных клетках. Ввиду этого сурвивин может иметь потенциал в противораковой терапии. 
Экспрессия сурвивина регулируется клеточным циклом и происходит только в фазе G2-M. Известно, что сурвивин локализуется в веретене деления благодаря взаимодействию с тубулином во время митоза и может играть определенную роль в регуляции митоза. Молекулярные механизмы регуляции сурвивина изучены недостаточно, однако предполагается, что его регуляция связана с белком p53. Кроме того, сурвивин — целевой ген в сигнальном пути Wnt, и положительно регулируется бета-катенином.

## Семейство ингибиторов апоптоза
Сурвивин относится к семейству ингибиторов апоптоза (англ. inhibitors of apoptosis protein, IAP). Сурвивин функционально консервативен, его гомологи найдены как у позвоночных, так и у беспозвоночных. Первые члены семейства ингибиторов апоптоза были идентифицированы у бакуловирусов (Cp-IAP и Op-IAP), которые связываются с каспазами и ингибируют их в качестве эффективного механизма инфекции и репликации в организме хозяина. Позднее, были обнаружены ещё пять белков-ингибиторов апоптоза: XIAP, BIRC2, BIRC3, NAIP и сурвивин. Сурвивин, как и другие белки, был обнаружен благодаря его структурной гомологии с ингибиторами апоптоза в B-клеточной лимфоме. Человеческие белки XIAP, BIRC2, BIRC3 и NAIP связываются с каспазой 3 и каспазой 7, которые являются эффекторными каспазами в сигнальном пути апоптоза. Однако, их функционирование на молекулярном уровне пока что изучено недостаточно.
Общая характеристика, присутствующая у всех ингибиторов апоптоза — бакуловирусный IAP повтор (англ. BIR) — ~70-аминокислотный мотив, присутствующий в количестве от одной до трёх копий. Исследование показало, что удаление BIR2 из XIAP привело к утрате способности этого белка ингибировать каспазы. Предполагается, что именно эти мотивы отвечают за антиапоптозную функцию этих белков. BIR-мотив сурвивина имеет схожую последовательность с мотивом XIAP.

## Изоформы
Ген сурвивина может производить четыре различных варианта транскрипции:
1. Survivin, имеющий структуру «3 интрона, 4 экзона» у мышей и человека.
2. Survivin-2B, со вставкой альтернативного экзона 2.
3. Survivin-Delta-Ex-3, с удалённым экзоном 3. Это удаление приводит к сдвигу рамки считывания, что, в свою очередь, приводит к генерации уникального карбоксильного окончания с новой функцией. Эта функция может включать  в себя сигнал ядерной локализации. Кроме этого, также генерируется сигнал митохондриальной локализации.
4. Survivin-3B, со вставкой альтернативного экзона 3.

## Структура
Все ингибиторы повтора содержат в себе хотя бы один бакуловирусный IAP повтор (BIR), который характеризуется цинк-координирующим Cys/His мотивом на N-концевом участке белка.
Сурвивин отличается от других ингибиторов апоптоза тем, что содержит только один BIR-домен. BIR-домены сурвивина у мышей и человека очень похожи структурно. Человеческий сурвивин также содержит удлинённый C-конец, содержащий 42 аминокислоты. Масса сурвивина составляет 16,5 кДа; он является самым малым среди ингибиторов апоптоза.
Рентгеновская кристаллография показала, что две молекулы сурвивина в физиологических условиях посредством гидрофобного интерфейса образуют димер, имеющий вид галстука-бабочки. Этот интерфейс включает в себя N-концевые аминокислотные остатки 6-10 перед BIR-доменом, а также 10 аминокислотных остатков, связывающих BIR с C-концом.

## Функция

### Апоптоз
Апоптоз, процесс программируемой клеточной гибели, включает в себя сложные сигнальные пути и каскады молекулярных событий. Этот процесс важен для правильного развития в периоде эмбрионального роста, когда происходит деструкция и реконструкция клеточных структур. Во взрослых организмах апоптоз нужен для поддержания стабильности дифференцированных тканей благодаря поддержанию балансу между пролиферацией клеток и их смертью. Известно, что внутриклеточные протеазы — каспазы — разрушают клетки посредством протеолиза после активации сигнального пути клеточной гибели.
У млекопитающих за апоптоз ответственны два основных сигнальных пути.

#### Внешний (рецептор-зависимый) сигнальный путь
Инициируется внешними лигандами (такими, как фактор некроза опухоли), соединяющимися с рецепторами фактора некроза опухоли. Примером рецептора ФНО является Fas-рецептор (CD94), который активирует инициаторные каспазы, такие как каспаза 8, после связывания с рецептором ФНО. Активация инициаторных каспаз запускает каскад молекулярных событий, приводящих к активации эффекторных каспаз, непосредственно участвующих в апоптозе.

#### Внутренний (митохондриальный) сигнальный путь
Определяется неверным функционированием митохондрии, что приводит к активации сигнальных путей «самоубийства» клетки. Проницаемость митохондриальной мембраны возрастает, что приводит к высвобождению в цитоплазму определенных белков, приводящих к активации инициаторных каспаз. Один из таких белков — цитохром c. Цитохром c затем связывается с APAF1 в цитозоли и приводит к активации инициаторной каспазы 9. Это в дальнейшем приводит к активации эффекторных каспаз, непосредственно участвующих в апоптозе.
Белки-ингибиторы апоптоза играют роль в регуляции процесса клеточной гибели, ингибируя процесс. Такие ингибиторы, как сурвивин, связываются с каспазами и ингибируют их функцию.

### Механизм действия

#### Ингибирование Bax- и Fas-индуцированного апоптоза
Исследование показало, что сурвивин ингибирует и Bax-, и Fas-индуцированные апоптотические сигнальные пути. Эксперимент включал в себя трансфекцию клеток HEK-293 Bax-кодирующим плазмидом, что привело к приблизительно семикратному увеличению апоптоза, зарегистрированному при помощи красителей DAPI. 
Затем исследователи провели трансфекцию клеток Bax-кодирующим и сурвивин-кодирующим плазмидами. Клетки, которые в дополнение к Bax были трансфицированы сурвивином, показали трёхкратное сокращение апоптоза. Похожие результаты были получены при котрансфекции Fas-экспрессирующим плазмидом. Иммуноблот-исследования показали, что сурвивин сам по себе не ингибирует Bax и Fas. Предполагается, что процесс ингибирования происходит ниже по сигнальному пути.

#### Взаимодействие с каспазами 3 и 7
В этом же исследовании авторы изучали взаимодействие сурвивина с каспазами. Для этого использовали иммунопреципитацию сурвивина с его антителами. Была выявлена ко-иммунопреципитация сурвивина и активных форм каспаз 3 и 7. Неактивные проформы этих каспаз с сурвивином не взаимодействуют. Кроме того, сурвивин не взаимодействует с активной каспазой 8. Дальнейшие исследования подтвердили, что сурвивин связывает каспазы 3 и 7.
Кроме этого, было установлено, что сурвивин ингибирует цитохром c и каспаза 8-индуцированную активацию каспаз.

#### Регуляция цитокинеза
Механизмы регуляции митоза и цитокинеза сурвивином неизвестны, однако наблюдения за его локализацией в процессе митоза указывают на его вовлечённость в цитокинез. Сурвивин присутствует в фазе G2-M, но отсутствует в интерфазе. В профазе и метафазе сурвивин локализуется в основном в ядре. Во время профазы, когда конденсируется хроматин, сурвивин перемещается к центромерам. В течение прометафазы остаётся на центромерах. В метафазе сурвивин связывается с кинетохорами. В анафазе происходит перемещение сурвивина к экваториальной пластинке, где он аккумулируется в течение телофазы. В конце, сурвивин локализуется в тельце Флемминга.

## Взаимодействия
Было установлено, что сурвивин взаимодействует с:
- Киназа Aurora B,[10][11]
- CDCA8,[12][13]
- Каспаза 3,[14][9]
- Каспаза 7[англ.],[14][9]
- Smac/DIABLO[англ.][15]
- INCENP.[10]